# Will H. Moore
Will H. Moore (* 1962 in Baltimore; † 18. April 2017) war ein US-amerikanischer Politikwissenschaftler, der als Professor an der Arizona State University forschte und lehrte. Sein wissenschaftliches Hauptinteresse galt der Erforschung politischer Gewalt. 2014 amtierte er als Präsident der Peace Science Society (International).
Moore wurde an der University of Colorado Boulder zum Ph.D. promoviert. Bevor er 2015 an die Arizona State University kam, war er Professor an der University of California, Riverside und der Florida State University. 
Laut Inside Higher Ed beging Moore Suizid und hinterließ in seinem Blog einen Abschiedsbrief. Darin hieß es, er sei körperlich gesund gewesen und beruflich erfolgreich, doch sei er nie aus seiner autistischen „Außenseiter-Identität“ der Kindheit herausgewachsen. Bereits als Teenager habe er an Selbstmord gedacht.